# Kocatepe (Bayrampaşa)
Kocatepe è una mahalle del distretto di Bayrampaşa, nella parte europea della provincia di Istanbul, in Turchia.

## Geografia fisica
Kocatepe confina amministrativamente con il quartiere di Yıldırım a nord, con i quartieri di Kartaltepe, İsmetpaşa e Muratpaşa a est, con il quartiere di Altıntepsi a sud e con il quartiere di Kemer del distretto di Esenler a ovest.

## Economia

### Commercio
Il  17 novembre 2009 è stato aperto nel quartiere di Kocatepe il centro commerciale Forum Istanbul.

## Trasporti
Kocatepe ha una stazione sulla linea M1 della Metropolitana di Istanbul.